# BeyWheelz
BeyWheelz è una serie animata creata per il mercato americano, ed è uno spin-off di Beyblade Metal Fusion. Ha debuttato l'11 agosto 2012 negli Stati Uniti sulla rete televisiva Cartoon Network per un totale di tredici episodi. Sebbene la serie sia stata realizzata dagli stessi autori di Beyblade su commissione dallo studio Nelvana, non è mai andata in onda in Giappone.
La seconda serie inizialmente nota come BeyRaiderz Shogun doveva essere trasmessa assieme a Beyblade Shogun Steel come spin-off di quest'ultima; in seguito viene ribattezzata BeyWarriors BeyRaiderz a livello internazionale ed è stata trasmessa dal 4 dicembre 2013 in Francia su Canal J dopo che i primi 2 episodi sono andati in onda rispettivamente in Francia e in Portogallo. Nei primi giorni del gennaio 2014 il Canada e altre nazioni europee hanno cominciato a trasmettere la serie a distanza di pochi giorni l'una dall'altra.
La terza serie conosciuta come BeyWarriors Cyborg a livello internazionale ha debuttato in anteprima mondiale in Italia il 18 ottobre 2014. È andata in onda a Hong Kong su Toonami Asia dal 3 ottobre 2015 al 28 febbraio 2016 e in Giappone è stata pubblicata sul servizio di streaming Anime Hodai il 27 febbraio 2015 ed in seguito anche su U-Next.
In Italia la prima serie intitolata Beyblade: BeyWheelz è iniziata il 7 gennaio 2013 su Boing, in seguito è stata poi replicata dal 14 aprile 2013 su Italia 1. Esattamente un anno dopo, il 7 gennaio 2014, è iniziata la seconda serie su K2 con il titolo BeyWarriors BeyRaiderz. Il 18 ottobre 2014 arriva la terza serie su K2 con il titolo BeyWarriors Cyborg.

## Trama

### BeyWheelz
Sho Tenma, del Team Estrella, diventa campione del mondo di BeyWheelz e dovrà difendere il suo titolo dal Team Dominators, e da chiunque desideri sfidarlo.

### BeyWarriors BeyRaiderz
Rachel e Jimmy hanno la missione di trovare i sei prescelti che possiedono le Belve Leggendarie per risvegliarle e sventare la minaccia del malefico Kaiser Grey che vuole utilizzarle per dominare il mondo.

### BeyWarriors Cyborg
Deslandia è un pianeta arido governato da 5 città stato: Flame, Hydro, Lightning, Stone e Sunburst. Di recente si è scoperto una nuova fonte di energia sotto forma di gettoni ottenibili dopo uno scontro di BeyRaiderz all'interno di antichi santuari. La nazione che conquisterà più gettoni si aggiudicherà una preziosa risorsa verso la "terra-formazione".

## Personaggi

### Stagioni 1-2

#### Team Estrella
Sho Tenma (ショウ・テンマ?, Shō Tenma)
Doppiato da: Kaito Ishikawa (ed. giapponese), Christopher Jacot (ed. inglese), Massimo Di Benedetto (ed. italiana)
Sho Tenma è un ex Beyblader e lo è il campione del mondo per 2 volte (non consecutive) e il più forte del Team Estrella; è un Wheelerz appassionato e determinato, che sogna sempre nuove e avvincenti sfide. Non sopporta gli imbrogli negli incontri e fa di tutto per disputare sfide sempre corrette che possano infiammare il suo spirito e quello dell'avversario. Affronterà Odin riaccendendo la sua passione e poi deciderà di fermare il folle piano di Ryan, durante la loro sfida riconoscerà il potere schiacciante dell'ex campione, ma poiché ha perso di vista la vera natura dei bey non rinuncerà a dargli battaglia e grazie al legame col proprio bey e al sostegno di tutti i bey wheelerz del mondo lo sconfiggerà. Il suo beywheelz è Soaring Wing Pegasus sostituito poi da Samurai Hilfrid nella seconda serie. Ha lasciato la serie spin-off insieme ai suoi amici, Jin Ryu e Leon Fierce, dopo Beyraiderz.
Jin Ryu (ジン・リュー?, Jin Ryū)
Doppiato da: Tomoaki Maeno (ed. giapponese), Austin Di Iulio (ed. inglese), Maurizio Merluzzo (ed. italiana)
Jin Ryu è anche un ex Beyblader e lo è il secondo campione degli Estrella, ha anche sottratto il titolo di campione del mondo a Sho al secondo torneo mondiale. Wheelerz calmo e razionale, fa di tutto pur di mantenere le promesse ai suoi amici; è anche un ottimo osservatore (difatti è il primo a comprendere che la selezione degli stadi nelle sfide coi Dominators sono tutti truccati a favore di questi ultimi). Affronterà Glen (che assieme a Odin lo aveva sconfitto in passato, grazie ad un imbroglio) pur conscio dello svantaggio e, nonostante i gravi danni subiti, manterrà la parola data a Sho sconfiggendolo. Successivamente si schiererà anche contro il piano di Ryan e, assieme a Leon, sconfiggerà Matthew e Lucy. Il suo beywheelz è Doom Fire Drago sostituito poi da Ronin Dragoon nella seconda serie. Ha lasciato la serie spin-off insieme ai suoi amici, Sho Tenma e Leon Fierce, dopo Beyraiderz.
Leon Fierce (レオン・フィアス?, Reon Fiasu)
Doppiato da: Takumu Shinohara (ed. giapponese), Zachary Bennett (ed. inglese), Davide Garbolino (ed. italiana)
Leon Fierce è anche un ex Beyblader e lo è il terzo campione degli Estrella e l'unico a non aver mai vinto un mondiale; Leon è un guerriero fiero e feroce, ma più solitario dei suoi compagni, vede in Sho il suo grande rivale e sfida. In passato aveva il difetto di perdere la calma durante gli scontri troppo impegnativi e ciò lo faceva perdere nonostante situazioni favorevoli, ma è infine riuscito a superare questo difetto. Jake dopo essere stato da lui sconfitto a West City lo considererà il suo rivale e cercherà la rivincita nel torneo giorno del giudizio, ma nonostante lo stadio di ghiaccio che lo favorisce, Leon sembrerà avere il sopravvento, se non che la potenza sprigionata da leone distruggerà lo stadio causando la sconfitta di Leon. Assieme Jin affronterà poi Matthew e Lucy sconfiggendoli. Il suo beywheelz è Wild Mane Leone sostituito poi da Berserker Byakko nella seconda serie. Ha lasciato la serie spin-off insieme ai suoi amici, Sho Tenma e Jin Ryu, dopo Beyraiderz.
Covey Horn
Doppiato da: Yohei Obayashi (ed. giapponese), Scott Beaudin (ed. inglese), Matteo Zanotti (ed. italiana)
Era conosciuto come Il Fuorilegge Armato, che combatteva qualsiasi avversario senza pietà ma grazie ad un ragazzo di nome Antonio, Covey è cambiato diventando più gentile. Covey è forte e onesto ma si rivela un po' ingenuo. Segue Leon da quando ha sconfitto Jake a West City, il quale aveva in precedenza distrutto la palestra che gestiva. Il suo beywheelz è Rampage Stomper Bull. Covey ha lasciato la serie spin-off di Beyblade dopo il 13º episodio di Beywheelz.
Marche Ovis
Doppiato da: Sayaka Aida (ed. giapponese), Krystal Meadows (ed. inglese), Federica Valenti (ed. italiana)
Marche è un genio del computer e con il suo computer può eseguire analisi approfondite sulle Beybattles Assieme a Nicole, è un campione dei tornei di velocità in coppia. Il suo beywheelz è Bone Slammer Aries. Marche ha anche lasciato la serie Spin-off di Beyblade dopo il 13º episodio di Beywheelz.
Nicole Spears
Doppiata da: Satomi Akesaka (ed. giapponese), Ashley Botting (ed. inglese), Francesca Bielli (ed. italiana)
Nicole è una ragazza estroversa e molto sicura di sé. Lei non esita a dire quello che pensa e assieme a Marche, è una campionessa dei tornei di velocità in coppia. Il suo beywheelz è Spike Gash Striker. Nicole ha anche lasciato la serie spin-off di Beyblade dopo il 13º episodio di Beywheelz.
Odin (オーデイン?, Ōdin)
Doppiato da: Hiroshi Tsuchida (ed. giapponese), Jonathan Wilson (ed. inglese), Andrea Bolognini (ed. italiana)
L'ex campione indiscusso dei Dominators, è un wheeler abile almeno quanto Sho, con cui combatte la finale del giorno del giudizio senza bisogno di stadi truccati a dispetto dei compagni. Similmente a Ryan era un genio incapace di perdere e quindi senza più stimoli, per questo venne facilmente convinto dal creatore dei Dominators ad entrare nel gruppo con la promessa di riempire il vuoto del suo spirito. Sarà però durante la sfida finale con Sho che egli comprenderà di nuovo lo spirito dei wheeler e si alleerà con gli Estrella contro Ryana, venendone però sconfitto. Quando il portale per il nuovo mondo verrà aperto, assieme ai nuovi amici, si preparerà a cercare nuove avvincenti sfide. Il suo beywheelz è Slash Warrior Destroyer.
Gigante
Doppiato da: Kozo Dozaka (ed. giapponese), Clé Bennett (ed. inglese), Claudio Moneta (ed. italiana)
Fratello di David, ha sempre vissuto alla sua ombra cercando di diventare bravo quanto lui, poi però capisce che gli ideali dei Dominators sono sbagliati e aiuta Marche e Nicole contro suo fratello e Jake. Il suo beywheelz è River Beast Gil.

#### The Dominators
Sono un gruppo clandestino di Wheelerz costituito da Ryan in contemporanea alla Dream, a differenza dei normali Wheeler che si allenano liberamente, essi sono stati allenati con durezza e crudeltà in laboratori e palestre segrete della struttura principale della Dream al fine di farne dei "campioni artificiali"; il solo scopo di ciò era scoprire quale metodo fosse migliore tra quello convenzionale e quello artificiale, per scegliere gli individui adatti a costituire l'esercito di Ryan.
Glen (グレン?, Guren)
Doppiato da: ? (ed. giapponese), Jason Deline (ed. inglese), Fabrizio Valezano (ed. italiana)
Il secondo più forte e la testa calda della squadra. Glen è piuttosto ribelle e aggressivo e odia farsi comandare. Al loro primo incontro batte Jin in maniera sleale, ma poi viene sconfitto al torneo "Il giorno del giudizio" nonostante lo stadio a lui favorevole. Il suo beywheelz è Raging Molten Fireblaze.
Jake (ジェイク?, Jeiku)
Doppiato da: ? (ed. giapponese), Will Bowes (ed. inglese), Omar Vitelli (ed. italiana)
Appare come un individualista giocherellone che non riesce ad essere serio ma in realtà è un vero sadico. Egli fa tutto il possibile per far soffrire gli altri senza alcun rimorso. All'inizio sembra solo un sempliciotto ma non si arrende mai e durante le battaglie emerge tutto il suo talento. Il suo beywheelz è Venom Bite Serpent.
Sting (スティング?, Sutingu)
Doppiato da: Chado Horii (ed. giapponese), Kris Ferguson (ed. inglese), Kris Ferguson (ed. inglese), ? (ed. italiana)
Non si sa molto di lui ma è quello disposto a fare di tutto pur di vincere. Il suo beywheelz è Toxic Stinger Scorpio.
David (デビッド?, Debiddo)
Doppiato da: Sōichirō Hoshi (ed. giapponese), Lou Attia (ed. inglese), Federico Zanandrea (ed. italiana)
Fratello di Gigante, l'ha sempre considerato come una pedina utile per realizzare i propri scopi. Sembra essere seccato da tutto quello che gli accade intorno e diventa espressivo solo durante le lotte. Prima di entrare a far parte della squadra, David teneva veramente a suo fratello ma ora si preoccupa solo di diventare più forte. Il suo beywheelz è Savage Blade Herculeo.
Matthew Kendrick
Doppiato da: Nozomu Sasaki (ed. giapponese), Julian DeZotti (ed. inglese), Luca Bottale (ed. italiana)
Il Leader A. Uno degli assistenti di Ryan e allenatore dei Dominators dietro la maschera. È un abile wheelerz e spietato comandante dei Dominators, verrà sconfitto assieme a Lucy dall'accoppiata Jin e Leon. Il suo beywheelz è Shadow Fortune Zurafa.
Lucy McClain (ルーシー?, Rūshī)
Doppiata da: Umeka Shōji (ed. giapponese), Linda Ballantyne (ed. inglese), Giulia Franzoso (ed. italiana)
La Leader B. Una degli assistenti di Ryan e allenatore dei Dominators dietro la maschera. È un abile wheelerz e spietato comandante dei Dominators, verrà sconfitto assieme a Matthew dall'accoppiata Jin e Leon. Il suo beywheelz è Dagger Spine Lacerta.
Ryan Gladstone (ライアン?, Raian)
Doppiato da: Mitsuki Saiga (ed. giapponese), Andrew Sabiston (ed. inglese), Renato Novara (ed. italiana)
Presidente e fondatore della Dream, la società che sponsorizza i beywheelz e organizza i vari tornei, è anche il creatore dei Dominators. Tempo addietro fu campione incontrastato di Beywheelz e, rimasto senza rivali, ma con desiderio infrenabile di sfide iniziò a ricercare nuovi avversari e scoprì che i beywheelz erano solo una delle forme dei bey e che ne esistevano altre in altri mondi (i beyblade), ansioso di raggiungere questo mondo trovò le rovine che facevano da portale con esso, ma il suo tentativo di aprirlo gli causò una lesione alla mano (oltre a cambiargli il colore di un'iride da verde a rossa) impedendogli di lanciare i beywheelz, così creò la Dream e i Dominators per scoprire nuovi talenti che costituissero il suo esercito al fine d'invadere e conquistare il nuovo mondo dimostrando la superiorità dei beywheelz sugli altri. Ryan è il wheeler più abile, potente e intelligente al mondo, ma a causa della sua ossessione ha perso di vista l'onore e lo spirito dei bey, diventando troppo ambizioso. verrà sconfitto da Sho col sostegno di tutti i wheelers del mondo (eccetto i restanti Dominators, tranne Odin). Il suo bey è Claw Shredder Kerbecs.

#### Personaggi secondari
DJ
Doppiato da: ? (ed. giapponese), Brian West (ed. inglese), ? (ed. italiana)
DJ è l'annunciatore di Destection City, che si presenta a qualsiasi battaglia che si terrà nella zona e commenterà nel suo stile allegro e vivace.
Ken
Doppiato da: ? (ed. giapponese), Nathaniel Stephenson (ed. inglese), ? (ed. italiana)
Ken è un combattente locale di BeyWheelz che vuole entrare a far parte del Team Estrella. È una delle prime persone ad essere attaccata dai Dominators.
George
Doppiato da: ? (ed. giapponese), James Hartnett (ed. inglese), ? (ed. italiana)
George è un altro combattente locale di BeyWheelz, è amico di Ken e viene attaccato anche lui dai Dominators.
Tom
Doppiato da: ? (ed. giapponese), Cory Doran (ed. inglese), ? (ed. italiana)
Tom è il più giovane combattente BeyWheelz mostrato nella serie. Dato che sta ancora imparando la disciplina, quando i Dominators iniziano il loro attacco, si ritrova costretto a chiedere l'aiuto del Team Estrella.
Ringside
Doppiato da: ? (ed. giapponese), Milton Barnes (ed. inglese), ? (ed. italiana)
Ringside è l'annunciatore di Das Vegas, e similmente a DJ, commenta il BeyWheelz Grand Prix.
Task Landau
Doppiato da: ? (ed. giapponese), Ryan Cooley (ed. inglese), Jacopo Calatroni (ed. italiana)
Inizialmente uno degli antagonisti della serie e servitore di Kaiser Grey, è il discendente di una tribù che aveva servito fedelmente l'eroe Flame fin dai tempi antichi. Si scoprirà essere uno dei prescelti delle Belve Leggendarie. Il suo BeyRaiderz che è Berserker Behemoth.
Armes Navy
Doppiato da: ? (ed. giapponese), Terry McGurrin (ed. inglese), Mattia Bressan (ed. italiana)
Armes è un ragazzo magro con gli addominali da sei pezzi, visibili sotto la piccola maglia che indossa. Fa parte dei sei prescelti in possesso delle Belve Leggendarie. Il suo beywheelz è Guardiam Leviathan.
Ricky Gills
Doppiato da: ? (ed. giapponese), Scott Gorman (ed. inglese), Alessandro Capra (ed. italiana)
Ricky è un ragazzo dalla corporatura robusta nonché uno dei sei prescelti che possiedono le Belve Leggendarie. Il suo beywheelz è Behemoth.
Jimmy Cruise
Doppiato da: ? (ed. giapponese), Jacob Ewaniuk (ed. inglese), ? (ed. italiana)
Jimmy è un ragazzino allegro che riesce facilmente a fare amicizia con il prossimo. Si preoccupa molto per sua sorella maggiore Rachel, con cui ha un ottimo rapporto. Come Rachel, vuole riportare la speranza nel mondo per scusarsi per le cattive azioni causate dal loro antenato Tempest in passato. Jimmy e Rachel incontrano Sho mentre sta fronteggiando alcuni cacciatori di tesori. Riconoscono che ha un Beyraider e per questo si recano insieme a lui e ai cacciatori di tesori in una vecchia rovina. Dopo aver visto Sho combattere sul luogo, i fratelli decidono di viaggiare con lui.
Rachel Cruise
Doppiata da: ? (ed. giapponese), Shannon Hamilton (ed. inglese), ? (ed. italiana)
È la sorella maggiore di Jimmy e una ragazza insolitamente informata su Beyraiderz. Conosce molto bene la storia e l'importanza di tale disciplina, mentre la maggior parte delle persone sembra averlo dimenticato. Desidera che BeyRaiderz diventi nuovamente popolare, sperando che ripristini la qualità della vita anche nella sua città natale. Si scopre essere una discendente di Tempest, e il suo obiettivo è quello di rimediare agli errori e alle cattive azioni causate dall'antenato che hanno portato il mondo nella situazione attuale. Rachel è una persona gentile, educata e calma, il più delle volte sembra sorridente. È molto gentile con i suoi amici, mostrando sempre il suo lato amichevole. Similmente al suo amico Ricky, non vuole essere un peso per gli altri e cerca di fornire supporto in ogni modo.

### Stagione 3
Nico
Doppiato da: Ryota Asari (ed. giapponese), David Lee Mckinney (ed. inglese), Andrea Oldani  (ed. italiana)
Nico è uno dei tre protagonisti della terza serie. Viaggia attraverso Deslandia con i suoi amici Al e Sora e suo nonno Dr. Prost per raccogliere il maggior numero di gettoni per la città di Lightning. Il suo Cyborg Warrior è Spark Dragoon.
Al
Doppiato da: Ryohei Arai (ed. giapponese), David Lee Mckinney (ed. inglese), Ruggero Andreozzi (ed. italiana)
Al è l'altro membro maschile del gruppo. Viaggia anche lui attraverso Deslandia con i suoi compagni di viaggio per raccogliere il maggior numero di gettoni per la città di Lightning. Il suo Cyborg Warrior è Lightning Griffin.
Sora
Doppiata da: Risa Shimizu (ed. giapponese), Muriel Hofmann (ed. inglese), Debora Magnaghi (ed. italiana)
Sora è l'unico membro femminile della squadra. Accompagna i suoi due amici nella loro missione, condividendo lo stesso identico obiettivo, ottenere una via d'accesso a Lightning.
Dr. Prost
Doppiato da: Shige Ushiyama (ed. giapponese), ? (ed. inglese), Diego Sabre (ed. italiana)
Nonno di Nico e geniale scienziato. Accompagna i ragazzi nel loro viaggio a Deslandia, supportandoli in più modi.
Gere
Doppiato da: Takuma Terashima (ed. giapponese), Dave Bridges (ed. inglese), ? (ed. italiana)
Viaggia attraverso Teslandia con Sid e Jean per raccogliere il maggior numero di gettoni per la città di Flame. Il suo Cyborg Warrior è Torch Fireblaze.
Sid
Doppiato da: Shintaro Ohata (ed. giapponese), Michael Pizzuto (ed. inglese), ? (ed. italiana)
Compagno di viaggio di Gere e Jean. Il suo Cyborg Warrior è Flame Kerbecs.
Jean
Doppiato da: Mitsuhiro Ichiki (ed. giapponese), David Lee Mckinney (ed. inglese), ? (ed. italiana)
Altro membro del gruppo di Gere. Il suo Cyborg Warrior è Inferno Firedrake.
Gai
Doppiato da: Tōru Nara (ed. giapponese), Dave Bridges (ed. inglese), ? (ed. italiana)
Intrepido viaggiatore solitario con l'obiettivo di trovare i gettoni necessari per aprire le porte della città di Stone. Il suo Cyborg Warrior è Iron Minotaurus.
August Claudius Lucius
Doppiato da: Daisuke Kirii (ed. giapponese), ? (ed. inglese), ? (ed. italiana)
Viaggia attraverso Teslandia con Marius per raccogliere il maggior numero di gettoni per la città di Sunburst. Il suo Cyborg Warrior è Saber Lion.
Marius
Doppiato da: Shinnosuke Tachibana (ed. giapponese), ? (ed. inglese), ? (ed. italiana)
Compagno di viaggio di August, anche lui diretto verso Sunburst. Il suo Cyborg Warrior è Sol Otus.

## Sigle

### BeyWheelz
- Let The Games Begin di YU+KI (apertura)
- A Better Place di Jonathan Evans (chiusura)

La sigla italiana è Beyblade Metal (già utilizzata in precedenza per Beyblade Metal Masters e Beyblade Metal Fury), cantata da Giorgio Vanni, e sostituisce quelle originali.

### BeyWarriors BeyRaiderz
- Beyraiderz di Justin Forsley e Craig McConnell (apertura)
- Come Around di Spaceman Music (chiusura)

Nell'edizione italiana sono state mantenute le sigle originali.

### BeyWarriors Cyborg
- Beywarriors Cyborg Theme di Brett Carruthers e Stephany Seki (apertura)
- Hold Tight di Scott Bucsis (chiusura)

Nell'edizione italiana sono state mantenute le sigle originali.

## Episodi

### BeyWheelz
| Nº | Titolo italiano Titolo inglese                                 | In onda           | In onda         |
| Nº | Titolo italiano Titolo inglese                                 | USA               | Italiano        |
| 1  | Campione del mondo 「New Generation!」                         | 11 agosto 2012    | 7 gennaio 2013  |
| 2  | I Dominators 「The Dominators Attack!」                        | 11 agosto 2012    | 8 gennaio 2013  |
| 3  | L'incontro decisivo 「The Fateful Tag-Team Battle!」           | 18 agosto 2012    | 9 gennaio 2013  |
| 4  | La West Gym 「The Wheeler of the Wilderness!」                 | 18 agosto 2012    | 10 gennaio 2013 |
| 5  | Il Grand Prix 「Race! The Beywheelz Grand Prix!」              | 25 agosto 2012    | 11 gennaio 2013 |
| 6  | Il giorno del giudizio 「Judgment Bey Begins!」                | 25 agosto 2012    | 14 gennaio 2013 |
| 7  | Il combattimento a coppie 「The Law of the Dominators!」       | 1º settembre 2012 | 15 gennaio 2013 |
| 8  | La sfida sul ghiaccio 「Avenger on the Ice」                   | 1º settembre 2012 | 16 gennaio 2013 |
| 9  | Acqua contro fuoco 「Phoenix vs. The White Dragon」            | 8 settembre 2012  | 17 gennaio 2013 |
| 10 | Uno scontro alla pari 「Fierce Fight! A Battle of the Spirit」 | 15 settembre 2012 | 18 gennaio 2013 |
| 11 | Colpo di scena 「The Shocking Truth」                          | 22 settembre 2012 | 21 gennaio 2013 |
| 12 | Lotta senza quartiere 「The Wheeler Bond」                     | 29 settembre 2012 | 22 gennaio 2013 |
| 13 | Un mondo nuovo 「A New World」                                 | 6 ottobre 2012    | 23 gennaio 2013 |

### BeyWarriors BeyRaiderz
| Nº | Titolo italiano Titolo inglese       | In onda          | In onda         |
| Nº | Titolo italiano Titolo inglese       | Canada           | Italiano        |
| 1  | Speranza 「Hope」                    | 4 gennaio 2014   | 7 gennaio 2014  |
| 2  | Amici 「Friends」                    | 11 gennaio 2014  | 8 gennaio 2014  |
| 3  | Incontri 「Reunion」                 | 18 gennaio 2014  | 9 gennaio 2014  |
| 4  | La sfida 「Challenge」               | 25 gennaio 2014  | 10 gennaio 2014 |
| 5  | Il tesoro 「Treasure」               | 1º febbraio 2014 | 13 gennaio 2014 |
| 6  | Il confronto 「Confrontation」       | 8 febbraio 2014  | 14 gennaio 2014 |
| 7  | La leggenda 「Legend」               | 15 febbraio 2014 | 15 gennaio 2014 |
| 8  | Delusioni 「Homesick」               | 22 febbraio 2014 | 16 gennaio 2014 |
| 9  | Giardino sacro 「Paradise」          | 1º marzo 2014    | 17 gennaio 2014 |
| 10 | Il mistero 「Revival」               | 8 marzo 2014     | 20 gennaio 2014 |
| 11 | Lo scontro 「Collision」             | 15 marzo 2014    | 21 gennaio 2014 |
| 12 | La verità 「Truth」                  | 22 marzo 2014    | 22 gennaio 2014 |
| 13 | La battaglia finale 「Final Battle」 | 29 marzo 2014    | 23 gennaio 2014 |

### BeyWarriors Cyborg
| Nº | Titolo italiano Titolo inglese            | In onda          | In onda          |
| Nº | Titolo italiano Titolo inglese            | USA              | Italiano         |
| 1  | La prima battaglia 「First Battle」       | 3 ottobre 2015   | 18 ottobre 2014  |
| 2  | Il leone reale 「The Royal Lion」         | 4 ottobre 2015   | 19 ottobre 2014  |
| 3  | L'impegno 「The Vow」                     | 10 ottobre 2015  | 25 ottobre 2014  |
| 4  | Il popolo del vento 「Turbulence」        | 11 ottobre 2015  | 26 ottobre 2014  |
| 5  | La fenice 「The Phoenix」                 | 17 ottobre 2015  | 1º novembre 2014 |
| 6  | Il deserto 「The Desert」                 | 18 ottobre 2015  | 2 novembre 2014  |
| 7  | Determinazione 「Determination」          | 24 ottobre 2015  | 8 novembre 2014  |
| 8  | La sala dei cristalli 「Heaven's Decree」 | 25 ottobre 2015  | 9 novembre 2014  |
| 9  | L'Intruso 「Intruder」                    | 31 ottobre 2015  | 15 novembre 2014 |
| 10 | Il Guardiano 「The Guardian」             | 1º novembre 2015 | 16 novembre 2014 |
| 11 | Battaglia a squadre 「The Fiery Dragon」  | 7 novembre 2015  | 22 novembre 2014 |
| 12 | La punizione del re 「Nightmare」         | 8 novembre 2015  | 23 novembre 2014 |
| 13 | La battaglia decisiva 「Conspiracy」      | 14 novembre 2015 | 29 novembre 2014 |
| 14 | Il nuovo arrivo 「Settlement」            | 15 novembre 2015 | 30 novembre 2014 |
| 15 | 「Invasion」 – "Invasione"                | 21 novembre 2015 | -                |
| 16 | 「Alliance」 – "Alleanza"                 | 22 novembre 2015 | -                |
| 17 | 「Clash」 – "Scontro"                     | 22 gennaio 2016  | -                |
| 18 | 「Truth」 – "Verità"                      | 29 gennaio 2016  | -                |
| 19 | 「Demon Beast」 – "Bestia demoniaca"      | 30 gennaio 2016  | -                |
| 20 | 「Flash」 – "Lampo"                       | 5 febbraio 2016  | -                |
| 21 | 「Collapse」 – "Collasso"                 | 6 febbraio 2016  | -                |
| 22 | 「Advance」 – "Avanzamento"               | 13 febbraio 2016 | -                |
| 23 | 「Pride」 – "Orgoglio"                    | 20 febbraio 2016 | -                |
| 24 | 「Evil God」 – "Dio malvagio"             | 21 febbraio 2016 | -                |
| 25 | 「Death Match」 – "Sfida mortale"         | 27 febbraio 2016 | -                |
| 26 | 「Bonds」 – "Legami"                      | 28 febbraio 2016 | -                |
| 27 | 「Past」 – "Passato"                      | -                | -                |
| 28 | 「Future」 – "Futuro"                     | -                | -                |

## Accoglienza
TV Equals ha paragonato BeyWarriors BeyRaiderz a Indiana Jones e Atlantis, definendolo una versione animata e "meno sdolcinata" di quest'ultimo.